# Йонас Вінгегор
Йонас Вінгегор Расмуссен (дан. Jonas Vingegaard Rasmussen; нар. 10 грудня 1996, Хіллерслеу, комуна Тістед, область (Північна Ютландія, Данія) — данський професійний шосейний велогонник, який виступає за команду світового туру «Jumbo-Visma».
Вінгегор починав як юний перегонник у різних данських командах, а у 2016 році здійснив прорив як старший перегонник у складі UCI Continental Circuits команда ColoQuick-Cult. У складі команди Jumbo-Visma, до якої він приєднався в 2019 році, він справив враження на Турі Польщі і виступав домашнім помічником Пріможа Рогліча на Вуельта Іспанії 2020.
У квітні 2021 року Вінгегор був призначений заміною Тома Дюмулена у складі команди на Тур де Франс. У Турі Вінгегард спочатку їхав як домашній помічник Рогліча, який був одним із головних фаворитів генеральної класифікації. Після того, як Рогліч зазнав аварії та згодом знявся, Вінгегард став єдиним претендентом на загальну класифікацію команди. Він здобув міжнародне визнання після атаки на Ванту і посів друге місце в генеральній класифікації.
24 липня 2022 року став другим в історії данським велоперегонник, що виграв Тур де Франс.

## Досягнення
2016
2-й Тур Китая I
2017
2-й Гран-прі Виборга
4-й Tour du Loir et Cher — Генеральна класифікація
1-й — Молодіжна класифікація
5-й Гран-прі Сундвольдена
7-й Гран-прі Рінгерике
2018
1-й — Пролог Джиро дель Валле-д’Аоста
1-й — Етап 4 (КГ) Тур де л’Авенир
4-й Гран-прі Сундвольдена
5-й Tour du Loir et Cher — Генеральна класифікація
1-й — Молодіжна класифікація
5-й Grand Prix Priessnitz spa (Велогонка Мира U-23) — Генеральна класифікація
9-й Le Triptyque des Monts et Châteaux — Генеральна класифікація
2019
1-й — Етап 6 Тур Польщі
2-й Тур Данії — Генеральна класифікація
9-й Тур Німеччини — Генеральна класифікація
2020
8-й Тур Польщі — Генеральна класифікація
2021
1-й Міжнародний тиждень Коппи і Барталі — Генеральна класифікація
1-й — Очкова класифікація
1-й — Етапи 2 і 4
1-й — Етап 5 Тур ОАЕ
2-й Тур де Франс — Генеральна класифікація
2-й Тур Країни Басків — Генеральна класифікація
1-й — Молодіжна класифікація
2022
Тур де Франс
 — Генеральна класифікація (2022)
 — Гірська класифікація (2022)
11-й і 18-й етапи